# Constructie van Rytz
De constructie van Rytz is een constructie in de vlakke meetkunde (i.h.b. in de beschrijvende meetkunde) waarmee, uitgaande van twee in grootte en ligging gegeven toegevoegde stralen van een ellips, de symmetrieassen (de hoofd- en nevenas) – en daarmee ook de toppen – van die ellips met passer en liniaal kunnen worden bepaald; zie figuur 1. De constructie is genoemd naar de Zwitserse wiskundige David Rytz.

## Over David Rytz
David Rytz von Brugg ( 1 april 1801, Bucheggberg – 25 maart 1868, Aarau) was de zoon van een predikant. Hij studeerde wiskunde in Göttingen en Leipzig en was onder meer leraar aan de Gewerbeschule (hogere technische school) in Aarau.
Rytz von Brugg is alleen bekend om de hierboven genoemde asconstructie bij de ellips, die in 1845 is gepubliceerd in een werk over beschrijvende meetkunde door de Duitse wiskundige en jurist Leopold Moosbrugger (1796–1864).

## Rytz’ constructie

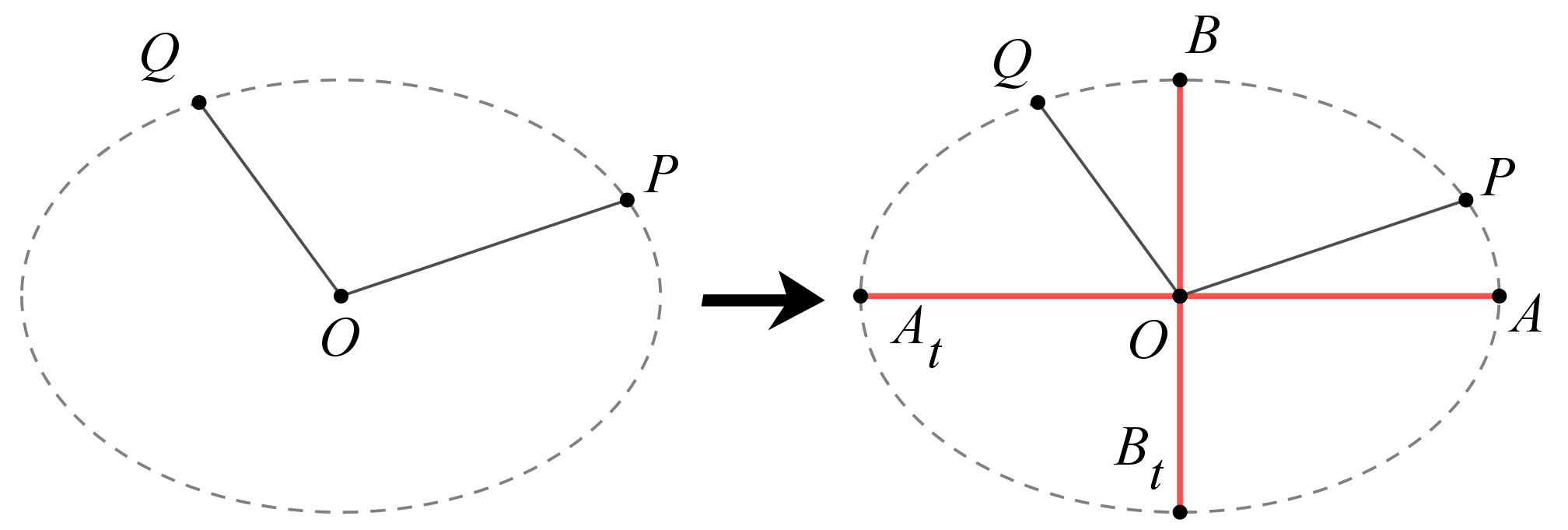
fig. 1. Gegevens en resultaat

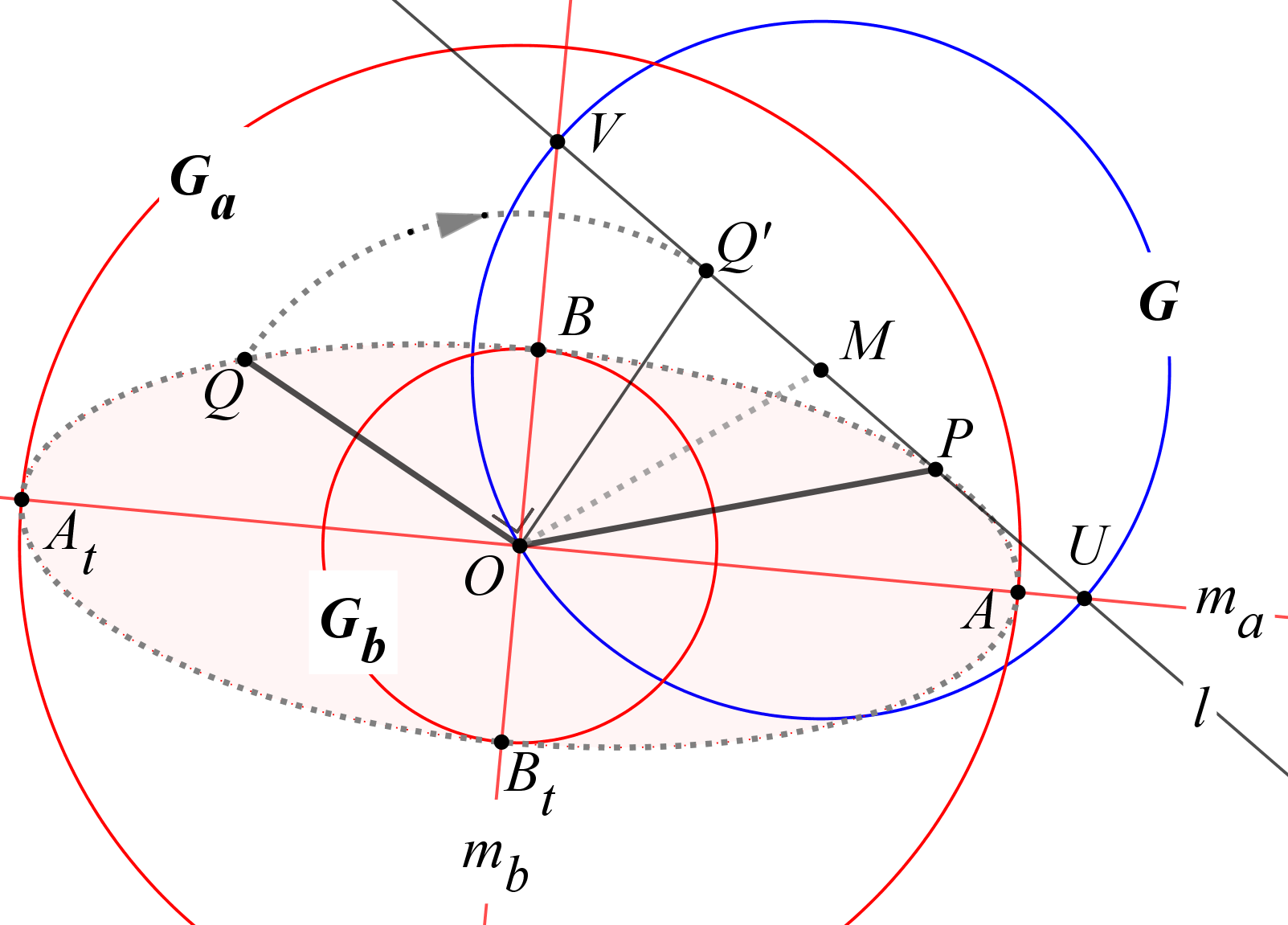
fig. 2. Constructie van Rytz

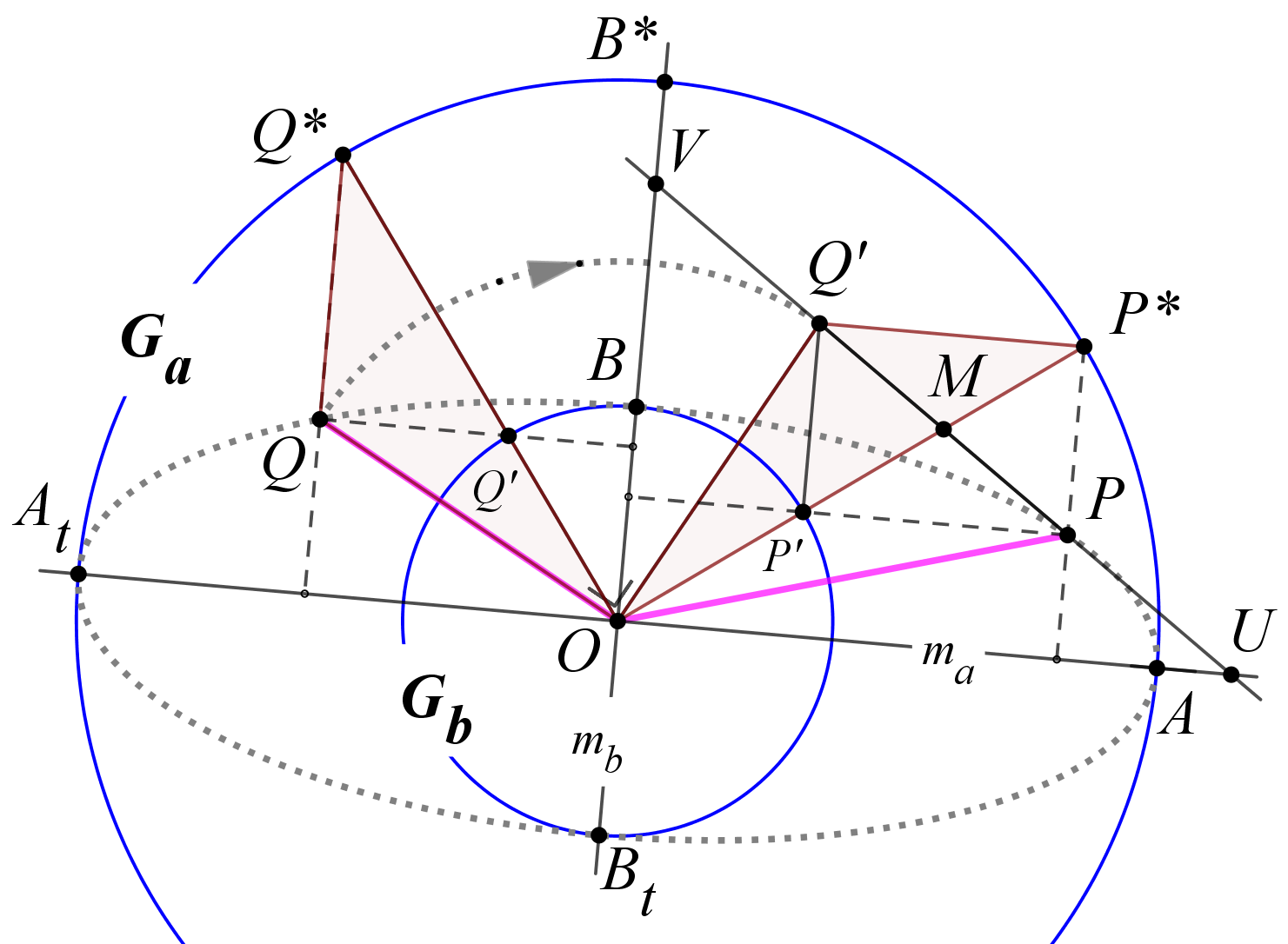
fig. 3. Bewijs van de constructie

Bij de constructie wordt uitgegaan van de gegeven lijnstukken {\displaystyle OP} en {\displaystyle OQ}, twee toegevoegde stralen van een ellips; zie figuur 1 (links) en vervolgens figuur 2.
Constructiestappen
| 1. Q' = Rotatie(Q, O, -90°)[4] |
| 2. M = Midden(P, Q')           |
| 3. G = Cirkel(M, O)            |
| 4. l = Lijn(P, Q')             |
| 5. {U, V} = Snijpunten(l, G)   |
| 6. ma = Lijn(O, U)             |
| 7. mb = Lijn(O, V)             |
De lijnen {\displaystyle m_{a},m_{b}} zijn de dragers van de assen van de ellips.
| 8. a = PV = Passer(P, V); Ga = Cirkel(O, a)                    |
| 9. b = PU = Passer(P, U); Gb = Cirkel(O, b)                    |
| 10. {A, At} = Snijpunten(ma, Ga); {B, Bt} = Snijpunten(mb, Gb) |
De punten {\displaystyle A,A_{t},B,B_{t}} zijn de toppen van de ellips. De ellips zelf is bepaald door vijf punten uit {\displaystyle A,A_{t},B,B_{t},P,Q}.
Bewijs.
Zie figuur 3. De ellips wordt opgevat als het beeld bij een (loodrechte) lijnvermenigvuldiging met factor {\displaystyle b/a} van de omgeschreven cirkel {\displaystyle G_{a}} van de ellips (middellijn van beide is {\displaystyle AA_{t}}; straal van de cirkel is {\displaystyle a}).
De bij de vermenigvuldiging gebruikte rechte lijn is {\displaystyle AA_{t}}; zie ook de lijnen {\displaystyle PP^{*},QQ^{*}}.
De ingeschreven cirkel van de ellips is {\displaystyle G_{b}} (middellijn {\displaystyle BB_{t}}; straal {\displaystyle b}). Het middelpunt van de cirkels en van de ellips is het punt {\displaystyle O}.
De punten {\displaystyle P^{*},Q^{*},B^{*}} zijn de originelen (op {\displaystyle G_{a}}) van {\displaystyle P,Q,B} (op de ellips).
De rotatie met centrum {\displaystyle O} over een hoek van -90° beeldt driehoek {\displaystyle OQQ^{*}} af op driehoek {\displaystyle OQ'P^{*}}. Daardoor ontstaat een rechthoek {\displaystyle PP^{*}Q'P'} waarvan de zijden twee aan twee evenwijdig zijn met de assen van de ellips. Zie ten aanzien hiervan ook de opmerking hierna.
De diagonaal {\displaystyle PQ'} van die rechthoek (midden {\displaystyle M}) snijdt de symmetrieassen van de ellips in de punten {\displaystyle U,V}. Merk nu op dat de trapezia {\displaystyle OUPP'} en {\displaystyle OP'Q'V} beide gelijkbenig zijn. Zodat:
{\displaystyle UP=OP'=b=VQ'}
{\displaystyle VP=VQ'+Q'P=b+P'P^{*}=b+(a-b)=a}
Uit {\displaystyle VQ'=UP} volgt tevens dat het punt {\displaystyle M} het midden is van het lijnstuk {\displaystyle UV}. Daarmee liggen de punten {\displaystyle U,V} dus op de cirkel door {\displaystyle O} met middelpunt {\displaystyle M} (d.i. de cirkel {\displaystyle G} in de constructie van Rytz).
Opmerking. Dat het lijnstuk {\displaystyle OQ^{*}} bij de rotatie over -90° om {\displaystyle O} wordt afgebeeld op het lijnstuk {\displaystyle OP^{*}}, is gelegen in het feit dat de volgende stelling geldt:
Stelling. Wordt een cirkel met een loodrechte lijnvermenigvuldiging afgebeeld op een ellips, dan zijn de originelen van twee toegevoegde middellijnen van de ellips loodrecht op elkaar staande middellijnen van de cirkel.
Deze stelling is in het artikel "Toegevoegde middellijnen" bewezen.